# الخاندرو رویدیاز
الخاندرو رویدیاز (انگلیسی: Alejandro Ruidiaz; ۳ سپتامبر ۱۹۶۹ – ۲۶ مارس ۲۰۰۶) بازیکن فوتبال اهل آرژانتین بود.
از باشگاه‌هایی که در آن بازی کرده‌است می‌توان به باشگاه اتلتیکو ایندپندینته و باشگاه فوتبال هوکایدو کونسادول ساپورو اشاره کرد.
وی همچنین در تیم ملی فوتبال آرژانتین بازی کرده‌است.